# Lydia Potechina
Lydia Potechina (São Petersburgo, 5 de setembro de 1883 – Berlim, 30 de abril de 1934) foi uma atriz russa. Ela emigrou para a Alemanha em 1918.

## Filmografia selecionada
- 1920: Die entfesselte Menschheit
- 1921: Pariserinnen
- 1921: Die Verschwörung zu Genua
- 1921: Zirkus des Lebens
- 1921: Der müde Tod
- 1930: Der weiße Teufel
- 1930: Der Witwenball
- 1931: Bomben auf Monte Carlo
- 1932: Der Diamant des Zaren
- 1932: Ich bei Tag und Du bei Nacht
- 1932: Der Orlow